# Dysdera flavitarsis
Dysdera flavitarsis là một loài nhện trong họ Dysderidae.
Loài này thuộc chi Dysdera. Dysdera flavitarsis được Eugène Simon miêu tả năm 1882.